# Metulji
Metulji (znanstveno ime – Lepidoptera; iz grških besed lepido – »luskast« in pteron – »krilo«) so drugi največji red v razredu žuželk (Insecta). Vanj uvrščamo preko 160.000 opisanih recentnih vrst dnevnih in nočnih metuljev, razvrščenih v 127 družin in 46 naddružin. Po številu opisanih vrst jih prekašajo le še hrošči (Coleoptera). Znanstveno ime so dobili po tem, da imajo celo telo, predvsem pa krila, poraščena z drobnimi luskicami, kar jih jasno ločuje od vseh ostalih skupin žuželk.
Metulji so zaradi pisanih barv in nenevarnosti ena najbolj priljubljenih skupin živali, poleg strokovnjakov se z njimi ukvarja tudi veliko število ljubiteljskih entomologov. Veda, ki se ukvarja z metulji, je lepidopterologija.

## Telesne značilnosti
So žuželke zelo raznolikih velikosti, telesna zgradba pa je kljub številu vrst zelo enotna. Najočitnejša značilnost metuljev je, da je celotno telo vključno s krili pokrito z drobnimi luskami. Najbolj se razlikujejo po velikosti, prek kril merijo od manj kot 3 milimetre (listni zavrtač iz družine pritlikavih listnih zavrtačev) do okoli 26 cm (Ornithoptera alexandrae z Nove Gvineje).
Večji del razmeroma velike glave zasedajo velike sestavljene oči, sestavljene iz nekaj tisoč omatidijev, poleg njih pa ima večina metuljev tudi par očesc. Oblika tipalnic se med vrstami zelo razlikuje. Pogosti dnevni metulji imajo večinoma kijaste tipalnice, pri drugih pa segajo od kratkih izrastkov pri družini Hepialidae do ogromnih peresastih tipalnic nekaterih nočnih pavlinčkov (Saturniidae). Večina vrst ima zelo dolgo sesalo (proboscis), sestavljeno iz preoblikovanega para maksil, ki se ob strani stikajo in tvorijo kanal za sesanje. Kadar se ne prehranjujejo, metulji zvijejo sesalo pod glavo s pomočjo temu namenjenih mišic in traku elastičnega tkiva pri vrhu kanala. Sesalo je pri nekaterih vrstah dolgo 15 cm ali več, kar jim omogoča sesanje nektarja iz cvetov z zelo dolgim vratom. Preostali del obustnega aparata je večinoma reduciran in nefunkcionalen. Obstaja tudi nekaj izjem – metulji iz družine Micropterigidae imajo funkcionalne tudi mandibule, pri odraslih nočnih metuljih iz družine Hepialidae pa je celoten obustni aparat zakrnel.
Oprsje je pri primitivnejših predstavnikih zgrajeno iz treh med seboj podobnih členov, pri naprednejših vrstah pa je predprsje reducirano v majhen, ovratniku podoben obroč za glavo. Krila izraščajo iz sredoprsja in zaprsja.Sredoprsje je pri vseh metuljih največji člen oprsja, ki deloma prekriva bistveno manjše zaprsje. Noge so kot pri ostalih žuželkah, le pri nekaterih družinah metuljev sprednji par manjka. Sprednji par membranastih kril je pri večini skupin mnogo večji od zadnjega. Krila so porasla z drobnimi luskami, ki so nastale s preoblikovanjem dlak. Izločajo jih podkožne celice, vsaka luska je pritrjena v svoji jamici. Običajno so široke in ploske, pogosto pa tudi dolge in ozke, kar izdaja njihovo sorodnost z dlakami. Nespremenjene dlake poraščajo v glavnem oprsje in bazo kril. Luske so votle in vsebujejo pigmente, ki dajejo krilom barvo. Fina struktura lusk z vzdolžnimi grebeni vpliva na lom svetlobe, kar povzroča vpadljive mavrične barve, ki se spreminjajo v odvisnosti od položaja opazovalca. Pri nekaterih samcih najdemo tudi posebne luske (androkoniji), namenjene razširjanju feromonov, ki so povezane z žlezami v membrani kril. Metulji iz družine Micropterigidae imajo najosnovnejši vzorec ožiljenosti kril – pri njih sta tudi oba para enaka. Pri ostalih predstavnikih je ta vzorec reduciran, z veliko celico v sredini krila, od katere potekajo žile proti robu. Prečnih žil skorajda ni.
Zadek je tak kot pri ostalih žuželkah, le nekateri nočni metulji imajo na njegovi bazi veliko membrano timpanalnega organa, s katerim slišijo. Pri ostalih nočnih metuljih je membrana na videz na istem mestu, vendar leži ob zadnjem robu oprsja.
Ličinke metuljev imenujemo gosenice (strokovno »eruciformne ličinke«). V splošnem imajo valjasto, členjeno telo z dobro razvito glavo, tri pare pravih nog na oprsju in po navadi od dva do pet parov mesnatih panožic na 10-členskem zadku. Na vsaki panožici je obroč kavljev, s katerim se lahko gosenica trdno pritrdi na podlago. Gosenice vseh metuljev imajo par svilnih žlez, ki so močno spremenjene žleze slinavke. Iz odprtin na bazi glave izločajo hitro sušečo se lepljivo tekočino (svilo).
Odrasle metulje (image) težko zamenjamo za katero drugo skupino žuželk, le nekateri manjši nočni metulji so na prvi pogled podobni mladoletnicam, od katerih jih lahko enostavno ločimo po dolgem sesalu. Gosenice lahko zamenjamo za ličinke kožekrilcev.

## Življenje
Tudi po življenjski navadah so metulji zelo enoten red.
Samica s pomočjo okušalnih receptorjev na nogah najde ustrezno rastlino za razvoj ličink in nanjo odloži jajčeca, ali jih samo spusti med rastlinje pri vrstah, katerih ličinke niso specializirane na določeno rastlino. Jajčeca lahko odlagajo posamič ali v skupinah, ki segajo od dveh ali treh jajčec do nekaj sto. Samice tekom življenja odložijo od 50 do preko 1000 jajčec, odvisno od velikosti. V krajih z zmernim podnebjem traja razvoj ličink med dvema in tremi tedni, razen pri vrstah, kjer osebki v jajčecu prezimijo. Ličinka se ob izvalitvi pregrize skozi jajčni ovoj in pogosto požre še preostanek jajčeca.
Gosenice so po večini rastlinojede. Prehranjevanje je tudi do konca stadija ličinke skoraj edina aktivnost gosenic, zaradi česar se izredno hitro razvijajo. S prehranjevanjem prenehajo le za kakšen dan ali dva ob vsakokratni levitvi. Ker so počasne, se je pri gosenicah razvila množica obrambnih mehanizmov proti plenilcem. Mehanizmi so lahko zelo preprosti, tako se nekatere gosenice ob motnji enostavno spustijo z lista in padejo na tla, čez nekaj časa pa splezajo nazaj. Druge se zanašajo tudi na varovalno barvo – po obliki in obarvanosti se zlijejo z listom, na katerem sedijo, spominjajo na vejico, ali kakšen drug predmet. Gosenice metulja vrste Papilio demoleus tako spominjajo na ptičji iztrebek. V zadnji skupini so gosenice, poraščene s težko prebavljivimi ali celo strupenimi ščetinami, kar »oglašujejo« z živopisano svarilno obarvanostjo.
Mnogo metuljev si ob koncu stadija ličinke zgradi kokon in se zabubi znotraj njega, ni pa to lastnost vseh metuljev. Večinoma pritrdijo kokon na rastlino, nekateri nočni metulji pa se zabubijo pod zemljo. Gosenice mravljiščarjev (rod Maculinea) se na začetku prehranjujejo z razvijajočimi se semeni hranilne rastline, nato pa se spustijo na tla. Ker izločajo posebne feromone, jih poberejo mravlje določene vrste in odnesejo v svoje mravljišče. Tam se prehranjujejo na zarodu gostiteljev ali pa jih hranijo kot ostale svoje ličinke.
Glavni aktivnosti odraslih metuljev sta prehranjevanje in razmnoževanje. Ob ugodnih razmerah (suho vreme brez močnega vetra) obiskujejo cvetove gostiteljskih rastlin in sesajo nektar ali jedo cvetni prah. Nekateri metulji pred parjenjem izvajajo zapletene rituale, ki jim skupaj pravimo svatbeni ples. Partnerja se najdeta s pomočjo vonja – samica izloča feromone, ki jih lahko samci (posebej nočnih metuljev) zaznajo na zelo velike razdalje, kasneje pa je prepoznava odvisna od barvnega vzorca. Tudi metulji z na videz neugledno obarvanostjo imajo lahko impresivne vzorce v ultravijoličnem delu elektromagnetnega valovanja. Samci so lahko v obdobju parjenja tudi teritorialni, iz svojega ozemlja agresivno odganjajo morebitne tekmece. Samica prične odlagati jajčeca kmalu po parjenju.
Generacijski čas metuljev je odvisen od njihove velikosti in temperature. V območjih z zmernim podnebjem lahko opazimo preko leta povečano pojavljanje posameznih vrst, ki na fenogramu številčnosti tvori vrhove. Po številu vrhov tako razlikujemo univoltine (en vrh – ena generacija letno), bivoltine (dva vrhova) in multivoltine (več vrhov) vrste. Večina metuljev ima samo eno generacijo letno, največkrat prezimijo kot jajčece.

## Ekologija
Metulji živijo na vseh celinah, razen na Antarktiki, v vseh tipih habitatov od puščav, pragozdov in morske obale do visokogorij v Himalaji. Posamezne vrste metuljev pa so zaradi specializiranosti gosenic na eno ali nekaj rastlinskih vrst vezane na območje razširjenosti gostiteljskih rastlin. Odrasli metulji se prehranjujejo z nektarjem, zaradi česar so pomembni opraševalci in skozi zgodovino se je razvilo mnogo parov rastlina-metulj, prilagojenih drug na drugega. Metulje pogosto vidimo, kako s sesalom ližejo mrhovino, iztrebke ali vlažen pesek. Z rastlinskim sokom, s katerim se prehranjujejo, namreč ne dobijo dovolj mineralov, predvsem dušika in natrija, zato se morajo posluževati drugotnih virov.
Tudi odrasli metulji imajo različne obrambne mehanizme proti številnim plenilcem. Najpogosteje plenijo metulje drugi členonožci in ptiči. Nekateri metulji tudi kot odrasli vsebujejo zanje strupene snovi, kar tako kot gosenice razkazujejo z živimi barvami. Znani so tudi primeri mimikrije, ko nestrupeni metulji posnemajo vzorec prvih, kar odžene plenilce, ki imajo izkušnje s strupom. Nočni pavlinčki in nekateri drugi metulji imajo na zadnjem paru kril dve piki v obliki velikih očes, ki jih obrnejo proti napadalcu in ga tako prestrašijo. Drugi metulji z manj vpadljivimi barvnimi vzorci posnemajo predmete v naravi in se tako skrijejo pred nevarnostjo.

### Pomen za človeka
Ličinke metuljev so eni pomembnejših rastlinojedcev v ekosistemu, zaradi česar lahko povzročajo veliko škode na nasadih kulturnih rastlin. Kontrola z različnimi sredstvi predstavlja velik strošek za poljedelce. Na Havaje so denimo vnesli že vsaj 84 različnih vrst organizmov za biološki nadzor metuljev, od katerih jih je obstalo 32. Težava je nastala, ko so kontrolni organizmi napadali tudi avtohtone vrste metuljev na otokih. Bolj klasične metode vključujejo kemično zatiranje z insekticidi. V naravi obstaja ravnovesje med metulji in njihovimi rastlinskimi gostitelji, rastline, ki jih za svojo prehrano vzgaja človek, pa so optimizirane za čim večji pridelek v čim krajšem času, in njihovi obrambni mehanizmi so slabši ali neobstoječi. Zato je potrebno vlagati veliko energije in sredstev za njihovo zaščito pred škodljivci.
Nasprotno od gosenic pa odrasli metulji človeku niso škodljivi, saj se prehranjujejo večinoma z nektarjem in so zato celo koristni kot opraševalci. Nekaj vrst se prehranjuje s cvetnim prahom ali napada sadje, vendar niso ekonomsko pomembne. Predvsem v kontekstu varovanja narave pa so metulji pomembni, saj so dobra indikatorska skupina, ki kaže na stopnjo ohranjenosti narave in biotske raznovrstnosti. Zaščita njihovih habitatov je torej pomembna tudi za zaščito ostalih skupin organizmov, ki tam živijo. Odrasli metulji s svojimi barvami navdihujejo umetnost in modo.
Veliko metuljev so raziskovali zaradi gospodarske škode, ki so jo ti povzročali v kmetijstvu. V Sloveniji so med njimi pomembnejši:
- slakov veščec (Protoparce convolvulli),
- smrtoglavec (Acherontia atropos),
- citronček (Gonopteriyx rhmani),
- repični belin (Pieris napi),
- kalinov veščec (Sphinx ligustri),
- kapusov belin (Pieris brassicae),
- repni belin (Pieris rapae),
- glagolka (Plusia gamma),
- večerni pavlinček (Smerinthus ocellatus),
- vrbovčev veščec (Pterogon proserpina),
- vresov zavrtač (Hepialus hecta).

## Evolucija
Fosilnih ostankov metuljev je razmeroma malo, saj se je zaradi mehkega telesa ohranilo le malo primerkov. Najbolje so ohranjene hitinizirane glavine kapsule gosenic. Poleg tega ne živijo v habitatih, kjer so procesi fosilizacije najizrazitejši, jezerih in ribnikih. Kljub temu so v jantarju odkrili nekaj dobro ohranjenih fosilov, ki pričajo o evoluciji te skupine žuželk. Poleg tega so ohranjeni tudi nekateri posredni dokazi o metuljih. V fosiliziranih listih platane, starih 97 milijonov let, so tako odkrili zelo značilne tunele, ki jih vrtajo listni zavrtači iz družine pritlikavih listnih zavrtačev, in pričajo o zelo starih povezavah med posameznimi vrstami rastlin in metuljev.
Najstarejši fosil metulja, osebek vrste Archaeolepis mane, datirajo v začetek jure, izpred 190 milijoni let. Obsežna radiacija vrst v kredi je sovpadala s pojavom kritosemenk in ob koncu terciarja pred 65 milijoni let je obstajala že večina modernih rodov.
Primer nočnega metulja brezovega pedica iz družine pedicev je med najpogosteje uporabljenimi zgledi za delovanje naravne selekcije. V populaciji sta dve barvni obliki tega metulja, svetla typica in temna carbonaria. V naravi prevladuje svetla oblika, katere barva skrije metulja ob počivanju na deblu brez pred plenilci, predvsem velikimi sinicami. Razmerje pa se je med industrijsko revolucijo v Združenem kraljestvu bistveno spremenilo v prid temne oblike, saj svetla barva metulja ni več skrivala na od smoga potemnelih deblih. Svetla oblika ponovno prevladuje od konca 20. stoletja zaradi zmanjšanega onesnaženja ob uvedbi naravovarstvenih ukrepov.

## Sistematika
Najbolj poznana je delitev metuljev na »nočne« in »dnevne« metulje, pri čemer so nočni metulji aktivni predvsem ponoči, rjavkastih barv s čokatim, zelo poraščenim telesom, nitastimi ali peresastimi tipalnicami, dnevni pa vitki, z velikimi živopisanimi krili, kijastimi antenami in aktivni podnevi. Vendar je taksonomsko gledano takšna razdelitev umetna in ne ustreza naravnemu stanju. Morfološko in evolucijsko se namreč skupini ne ločita popolnoma – mnogo »dnevnih metuljev« je po videzu in vedenju zelo podobnih nočnim in obratno.
Naddružine Micropterigoidea, Agathiphagoidea in Heterobathmioidea predstavljajo evolucijsko zgodnje odcepe od preostalih skupin metuljev. To so morfološko najbolj raznolike skupine metuljev, ki jih združuje odsotnost zavitega sesala in jih po tej lastnosti uvrščamo v podred prametuljčkov (Aglossata). Vse tri poddružine vsebujejo le po eno družino z malo vrstami metuljev. Ostale naddružine z 98 % vseh vrst uvrščamo v podred rilčastih metuljev (Glossata), ki jih najbolje ločuje mehanizem za usklajeno zamahovanje kril, večinoma v obliki kaveljčka na zadnjem robu sprednjega para, ki se pripenja na šop dlak (retinakulum) na sprednjem robu zadnjega para. 
Znotraj rilčastih metuljev tvorita naddružini lastovičarjev (Papilionoidea) in debeloglavčkov (Hesperioidea) skupino, ki jo poznamo kot »dnevni metulji« (Rhopalocera). Glede na telesno zgradbo sodi med dnevne metulje še naddružina ameriških moljev (Hedyloidea), ki pa so po obarvanosti in vedenju bolj podobni veščam in so razlog, zakaj dnevni metulji kot jih pojmujemo v vsakdanjem življenju niso naravna skupina (klad). Vse tri naddružine združuje to, da se usklajeno zamahovanje kril doseže z enostavnim prekrivanjem sprednjega in zadnjega para.
Po starejši razdelitvi ločujemo metulje na skupini velikih metuljev (Macrolepidoptera) in metuljčkov (Microlepidoptera), kar pa je prav tako nenaravna delitev, a ponekod še vedno v uporabi.

### Seznam naddružin
- Agathiphagoidea
- Alucitoidea
- Axioidea
- Bombycoidea (prelci in veščeci)
- Calliduloidea
- Choreutoidea
- Copromorphoidea (pahljačarke)
- Cossoidea (lesovrti)
- Drepanoidea (srpokrilci)
- Epermenioidea
- Eriocranioidea
- Galacticoidea
- Gelechioidea (veščice)
- Geometroidea (pedici)
- Gracillarioidea
- Hedyloidea (ameriški molji)
- Hepialoidea
- Hesperioidea (debeloglavčki)
- Heterobathmioidea
- Hyblaeoidea
- Immoidea
- Incurvarioidea
- Lasiocampoidea
- Lophocoronoidea
- Micropterigoidea
- Mimallonoidea
- Mnesarchaeoidea
- Neopseustoidea
- Nepticuloidea
- Noctuoidea (sovke)
- Palaephatoidea
- Papilionioidea (lastovičarji)
- Pterophoroidea (peresičarji)
- Pyraloidea (vešče)
- Schreckensteinioidea
- Sesioidea (steklokrilci)
- Simaethistoidea
- Thyridoidea
- Tineoidea (molji)
- Tischerioidea
- Tortricoidea (zavijači)
- Urodoidea
- Whalleyanoidea
- Yponomeutoidea (zapredkarji)
- Zygaenoidea (ovniči)

### Metulji v Sloveniji
V Sloveniji živijo predstavniki naddružin, ki so v zgornjem seznamu navedene tudi s slovenskim imenom. Do danes je za Slovenijo znanih okoli 3200 vrst, od tega nekaj manj kot 200 vrst, ki jih prištevamo med »dnevne metulje«, in sedem prametuljčkov, od katerih je najpogostejši kalužni prametuljček (Micropteryx calthella). Celotno število vrst je ocenjeno na 3600.
Dnevni metulji so na Slovenskem ena najbolj raziskanih skupin žuželk. Na slovenskem jih je prvi opisoval že Scopoli. Zaradi težavnega določanja nočnih metuljev so le-ti manj zanimivi za ljubiteljske lepidopterologe in tako še vedno slabo poznani.